# Club de Gimnasia y Esgrima de Buenos Aires
Club de Gimnasia y Esgrima de Buenos Aires is een Argentijnse sportclub uit de hoofdstad Buenos Aires. Het is een van de oudste sportclubs van het land.

## Geschiedenis
De club werd op 11 november 1880 opgericht als Club Cosmopolita de Gimnasia y Esgrima in het koffiehuis Confitería del Aguila. Drie jaar later werd de naam gewijzigd in Club de Gimnasia y Esgrima. In het begin werd er enkel gymnastiek en schermen beoefend. Later volgden andere sporten zoals voetbal.
In 1906 promoveerde de voetbalafdeling naar de tweede klasse en in 1909 werd de club ook daar kampioen en schaarde zich zo bij de elite. In het eerste seizoen werd de club zesde op negen clubs.

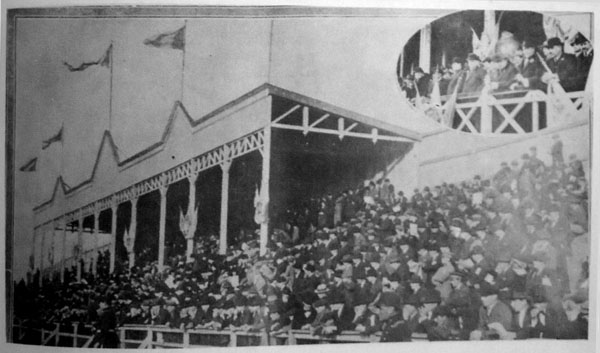
Voetbalstadion in 1921

In 1912 was de club medeverantwoordelijk voor een splitsing in het Argentijnse voetbal door een conflict met de bond. Gimnasia vond dat clubleden niet moesten betalen om thuiswedstrijden bij te wonen omdat ze toegang hadden tot alle faciliteiten van de club door hun lidmaatschap. Het conflict escaleerde tot Gimnasia op 14 juli 1912 zich terugtrok uit de competitie en een eigen liga opzette, de Federación Argentina de Fútbol. Andere clubs, zoals CA Porteño, CA Independiente en Estudiantes de La Plata volgden. Tot 1915 werden er aparte kampioenenschappen georganiseerd tot beide competities dan weer fuseerden.
In 1913 werd de club vicekampioen achter Estudiantes de La Plata. Na een paar seizoenen in de middenmoot werd de club voorlaatste in 1917 en degradeerde. De club trok zich daarna terug uit de reguliere competitie maar is heden nog steeds actief in het amateurvoetbal.
Het stadion, wat een capaciteit had van 18.000 toeschouwers was sinds 1910 ook de thuishaven van het nationaal elftal. Nadat voetbal minder belangrijk werd voor de club won rugby union aan populariteit en hier behaalde de club vier landstitels. Sinds de eeuwwisseling is de vrouwenafdeling van het veldhockey ook bijzonder succesvol. 

## Tenue voetbal
| Thuis | Uit |